# Montechiaro d'Acqui
Montechiaro d'Acqui (Muncior in piemontese) è un comune italiano di 509 abitanti della provincia di Alessandria, in Piemonte.
Il comune è suddiviso nettamente in due parti: la frazione Piana a fondovalle, attraversata dalla Strada statale 30 di Val Bormida Alessandria-Savona (la zona più popolata, ricca di negozi e attività produttive) e il borgo storico di Montechiaro Alto, sede del comune, arroccato su una collina dov'era un antico castello abbattuto nel XVII secolo dagli Spagnoli. Il borgo Alto è ancora oggi molto suggestivo grazie alle sue vie in acciottolato, alle antiche costruzioni, alle scalinate in arenaria e alle bellissime viste sulle valli dell'Erro e del Bormida di Spigno.

## Storia
Le prime tracce dell'abitato si riscontrano nelle vicinanze della cosiddetta Pieve del Cauro (VII secolo), attualmente in ruderi poco fuori dalla frazione Piana — con tutta probabilità è da collocare qui la statio di Crixia lungo la romana Via Aemilia Scauri — sotto l'influenza dell'abbazia di San Quintino di Spigno Monferrato.
A partire dall'XI-XIII secolo, con l'incremento dei traffici verso il mare lungo i percorsi di crinale e per la necessità di una maggiore difesa, sorse l'attuale borgo medioevale di Montechiaro Alto (Mons Cauri). In tale periodo, il marchese Delfino del Bosco donò Montechiaro ad Alessandria e gli abitanti giurarono la sottomissione. Tuttavia, già nel 1284 gli abitanti si legarono ai Del Carretto stipulando un trattato.
Pervenuto sotto il controllo del Ducato di Milano, dopo la morte di Filippo Maria Visconti (1447) Montechiaro fu occupato dalle truppe di Francesco Sforza e, poi, nel 1454 fu ceduto ai Del Carretto di Bossolasco, i quali lo passarono agli Scarampi di Cairo Montenotte. Nuove permute e vendite portarono al dominio del paese i Marchesi di Canelli, gli Scarampi-Crivello, i Cavoretti di Belvedere e i Gianazzo di Pamparato, che mantennero il feudo anche dopo il giuramento di fedeltà alla Casa Savoia prestato nel 1736. Da tale data ha fatto parte del Regno di Sardegna, del Regno d'Italia e, infine, della Repubblica italiana.
Situato lungo una delle direttrici di passaggio tra la pianura Padana e il porto di Savona, il territorio comunale ha subìto il passaggio degli eserciti impegnati nella guerra dei trent'anni (battaglia di Mombaldone tra franco-sabaudi e spagnoli, 1637) e nella Campagna d'Italia (1796-1797) di Napoleone Bonaparte. Nel corso della seconda guerra mondiale il comune ha visto il dispiegarsi delle attività dei gruppi partigiani in contrasto alle truppe tedesche e della Repubblica sociale italiana.
Montechiaro è stato patria di adozione e buen retiro di grandi pittori del Novecento (Eso Peluzzi, Alberto Caffassi).

### Simboli
Lo stemma e il gonfalone del comune di Montechiaro d'Acqui sono stati concessi con decreto del presidente della Repubblica del 31 marzo 1983.
Il gonfalone è un drappo partito di giallo e di rosso.

## Monumenti e luoghi d'interesse

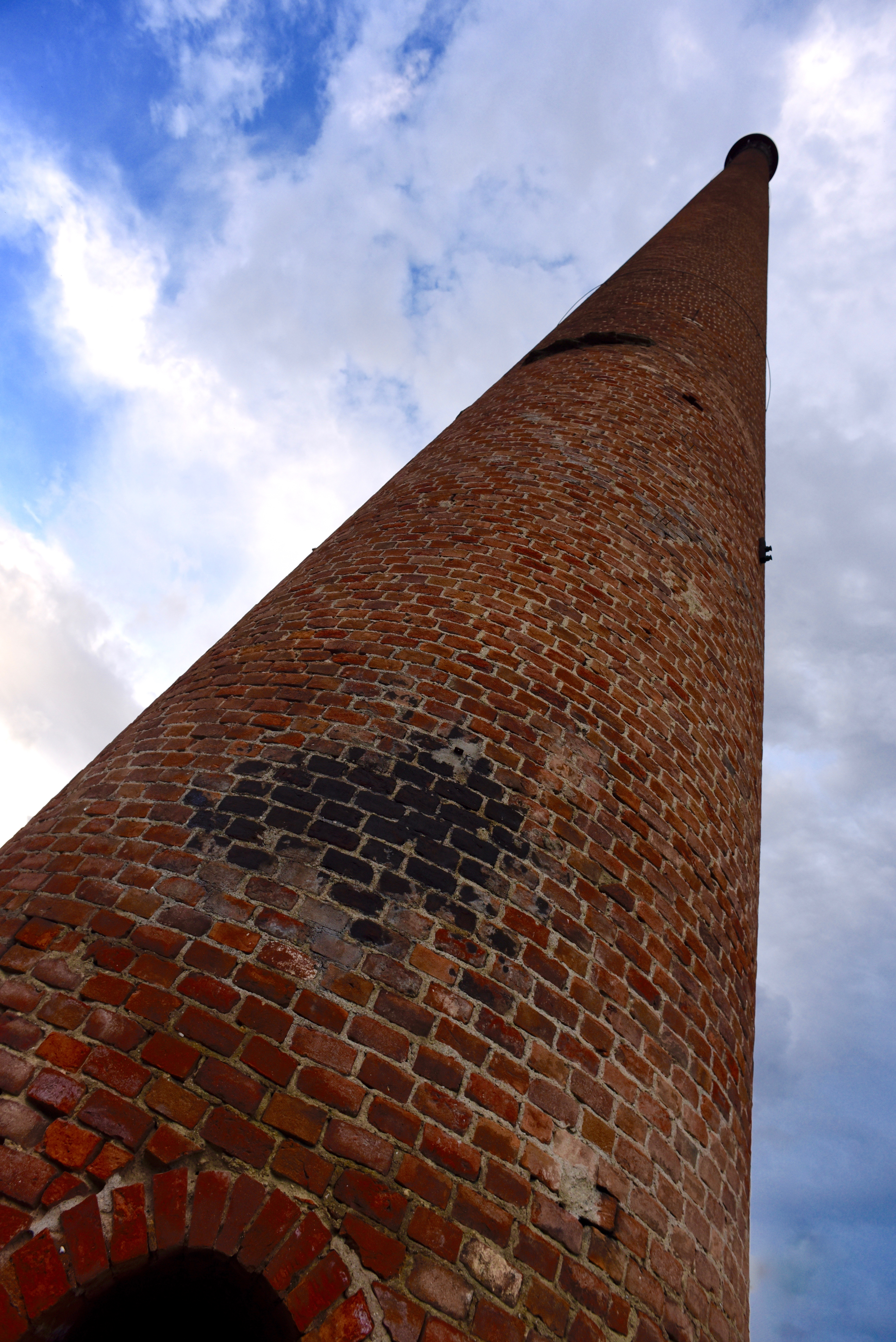
Ciminiera dell'ex fornace

Nella chiesa parrocchiale di San Giorgio sono custoditi un pulpito ligneo intagliato e una Madonna settecentesca della scuola del Maragliano. L'antica chiesetta dei Battuti (XVI secolo) è ora adibita a piccolo Museo Contadino che raccoglie reperti, oggetti e attrezzature della locale civiltà rurale. Nel borgo antico è possibile vedere l'antica osteria ed alcuni ricordi del pittore Eso Peluzzi.
Isolato sotto il Bricco delle Forche si trova il santuario della Madonna della Carpeneta, costruzione settecentesca eretta attorno ad un pilone cinquecentesco del quale esiste ancora un affresco raffigurante la Madonna della Misericordia.
Nella frazione Piana, situata nel fondovalle della Bormida di Spigno, si possono ammirare i ruderi dell'antica Pieve e l'antistante chiesa di S. Anna di inizio Novecento contenente un antico fonte battesimale di epoca medievale (X secolo).
Al centro dell'abitato svetta l'imponente ciminiera, ultimo cimelio della fabbrica di mattoni e del suo forno (inizio XX secolo). Di interesse per lo stile architettonico si possono ricordare "Villa Veirana" (situata nella zona polisportiva-ciminiera) e "Villa Anna", la prima in stile liberty anni '30 e la seconda di inizio XX secolo.
Luogo caratteristico per un momento di relax e pace immersi nella natura è la zona verde dei "Laghetti", ricavata dall'ex cava di materiale argilloso per la fabbricazione di mattoni, divenuto negli anni Novanta un parco con due laghetti artificiali.

### Natura e trekking
Nel territorio comunale sono presenti due percorsi di trekking segnalati dal CAI e dalla Provincia di Alessandria, sul sito:Sentieri dell'Acquese Archiviato il 18 maggio 2013 in Internet Archive..
I percorsi prevedono passaggi in zone umide e con guadi, prima di intraprendere l'escursione, si consiglia:
- attrezzatura adeguata e sistemi per la geolocalizzazione ed orientamento,
- la comunicazione dello svolgimento del percorso (presenti zone dove il segnale cellulare è assente),
- richiedere informazioni preventive sulla percorribilità e situazione meteo sul tracciato del percorso

| Denominazione                | Identificativo | Livello | Estensione | Eventi organizzati                                 | Periodo di percorrenza | Percorsi aggiuntivi | Partenza                                   | Profilo Altimetrico |
| ---------------------------- | -------------- | ------- | ---------- | -------------------------------------------------- | ---------------------- | --- | ------------------------------------------ | ------------------- |
| Sentiero anello dei Calanchi | 573            | EE      | 30 km      | 1ª domenica di maggio - Polisportiva Montechiaro   | Primavera - Autunno    | Durante l'escursione organizzata, è presente una variante di 15 km ed un'integrazione del percorso che permette la visita dei ruderi del Castello, sito nel borgo del paese. | Capannone polifunzionale, zona ex-Fornace. |                     |
| Sentiero degli Alpini        | 577            | EE      | 12 km      | 4ª domenica di aprile - Sezione Alpini Montechiaro | Primavera - Autunno    | Inserimento di ulteriore estensione di km6 tra i boschi e i tratturi al confine con il comune di Cartosio.                                                                   | Piazzale antistante alla pieve di S.Anna   |                     |

## Società

### Evoluzione demografica
L'evoluzione demografica del paese si è ampiamente ridotta nel corso dell'ultimo secolo, in particolare con la concentrazione dei 2/3 degli abitanti nella frazione Piana, posta nel fondovalle, ed il restante 1/3 suddiviso tra le campagne e il Borgo sito sulla cima della collina.
Durante gli anni Trenta del XX secolo il comune venne unito con il vicino paese di Denice creando il Comune di Montechiaro-Denice. Tale ente territoriale durò fino alla fine degli anni Quaranta quando i due comuni originari ritornarono autonomi.
Abitanti censiti

### Istituzioni, enti e associazioni
Nel territorio comunale sono presenti diverse associazioni che animano le attività e gli eventi presenti durante l'anno.
- Associazione Nazionale Alpini (A.N.A.) - Sezione di Montechiaro d'Acqui
- Polisportiva Montechiaro
- ProLoco

## Cultura

### Feste e tradizioni
Il commercio delle acciughe sotto sale, attività storica del comune, viene rievocato nelle festa annuale dell'Anciuada der castlan, la prima domenica di maggio a Montechiaro Alto. In quella stessa giornata si svolge la solenne processione religiosa della Confraternita di Santa Caterina, che custodisce la venerata reliquia delle Sante Spine.
Ogni anno il 12 agosto, nella frazione Piana si svolge l'annuale Fera (termine dialettale per fiera e esposizione dei prodotti locali), principale manifestazione per la contrattazione dei capi bovini, unica in provincia di Alessandria. Tale evento, riprende una tradizione già descritta nei testi del XIX secolo di Goffredo Casalis.
Tale manifestazione si estende anche nel periodo invernale con la Fera del Bue Grasso", che si tiene ogni anno il giorno 8 dicembre, festa dell'Immacolata Concezione.

### Film
Sul territorio comunale sono state girate alcune scene del film Il partigiano Johnny (2000) di Guido Chiesa, ispirato all'omonimo romanzo di Beppe Fenoglio.

## Infrastrutture e trasporti

### Strade
Montechiaro d'Acqui è situato lungo la Strada Provinciale 30 di Valle Bormida.

### Ferrovie
Montechiaro d'Acqui è dotato di una stazione ferroviaria, di categoria bronze posta sulla linea ferroviaria Alessandria-San Giuseppe di Cairo, denominata Stazione di Montechiaro-Denice e localizzata all'interno della frazione Piana.

### Collegamenti Internet
Attualmente il comune è inserito tra le zone a maggiore divario digitale del territorio nazionale per i collegamenti cablati ADSL. Dal 2014 alcuni operatori di Servizi locali stanno fornendo il servizio di connessione dati tramite l'utilizzo di ponti radio in tecnologia Hyperlan, fornendo standard comparabili con quelli presenti nei grandi centri abitati.

## Notizie

### Biodistretto "Suol d'Aleramo"
Il comune di Montechiaro d'Acqui, rientra nel progetto di creazione e sviluppo del primo biodistretto regionale. Il territorio, essendo stato poco industrializzato e tradizionalmente vocato all'agricoltura, si presta ad un naturale assecondamento dei ritmi e delle tecniche non invasive in ambito agricolo.

## Amministrazione
Di seguito è presentata una tabella relativa alle amministrazioni che si sono succedute in questo comune.
| Periodo        | Periodo        | Primo cittadino             | Partito                                 | Carica  | Note  |
| -------------- | -------------- | --------------------------- | --------------------------------------- | ------- | ----- |
| 26 giugno 1985 | 12 giugno 1990 | Giovanni Nani               | Partito Socialista Democratico Italiano | Sindaco | [ 6 ] |
| 12 giugno 1990 | 24 aprile 1995 | Giovanni Nani               | Partito Socialista Democratico Italiano | Sindaco | [ 6 ] |
| 24 aprile 1995 | 14 giugno 1999 | Giovanni Nani               | centro-sinistra                         | Sindaco | [ 6 ] |
| 14 giugno 1999 | 14 giugno 2004 | Giovanni Nani               | lista civica                            | Sindaco | [ 6 ] |
| 14 giugno 2004 | 8 giugno 2009  | Angelo Maria Cagno          | lista civica                            | Sindaco | [ 6 ] |
| 8 giugno 2009  | 26 maggio 2014 | Giovanni Pietro Nani        | lista civica: Per Montechiaro           | Sindaco | [ 6 ] |
| 26 maggio 2014 | 27 maggio 2019 | Angelo Maria Ambrogio Cagno | lista civica Tradizione Innovazione     | Sindaco | [ 6 ] |
| 27 maggio 2019 | 9 giugno 2024  | Matteo Monti                | lista civica Tradizione Innovazione     | Sindaco | [ 6 ] |
| 9 giugno 2024  | in carica      | Matteo Monti                | lista civica Uniti per Montechiaro      | Sindaco | [ 6 ] |

### Gemellaggi
- Aspremont, dal 2003

### Altre informazioni amministrative
Nel 1929 il comune venne soppresso e il suo territorio aggregato al comune di Denice nel neocostituito comune di Montechiaro Denice. Montechiaro riacquisterà la propria autonomia nel 1946. Durante il Regno d'Italia il comune fece parte del circondario di Acqui dal 1859 fino alla sua soppressione nel 1926. Per un anno fece poi parte del circondario di Alessandria, fino alla soppressione degli enti circondariali nel 1927. Faceva parte del mandamento di Spigno Monferrato.